# Genyocerus
Genyocerus är ett släkte av skalbaggar. Genyocerus ingår i familjen vivlar.

## Dottertaxa tillGenyocerus, i alfabetisk ordning[1]
- Genyocerus abdominalis
- Genyocerus adustipennis
- Genyocerus albipennis
- Genyocerus atkinsoni
- Genyocerus biporus
- Genyocerus borneensis
- Genyocerus compactus
- Genyocerus decemspinatus
- Genyocerus diaphanus
- Genyocerus dipterocarpi
- Genyocerus exilis
- Genyocerus fergussonus
- Genyocerus frontalis
- Genyocerus intermedius
- Genyocerus laticollis
- Genyocerus mirus
- Genyocerus multiporus
- Genyocerus papuanus
- Genyocerus pendleburyi
- Genyocerus philippinensis
- Genyocerus plumatus
- Genyocerus puer
- Genyocerus quadrifoveolatus
- Genyocerus quadriporus
- Genyocerus serratus
- Genyocerus sexporus
- Genyocerus shoreae
- Genyocerus spinatus
- Genyocerus strohmeyeri
- Genyocerus talurae
- Genyocerus tenellus
- Genyocerus trispinatus
- Genyocerus zeylanicus